# Yugoslavia en la Copa Mundial de Fútbol de 1990
La Selección de fútbol de Yugoslavia fue una de las 24 naciones participantes de la Copa Mundial de Fútbol de 1990 realizada en Italia.
Los yugoslavos fueron incluidos en el Grupo D junto con Alemania Federal, Colombia y los Emiratos Árabes Unidos. Yugoslavia comenzó perdiendo ante Alemania Federal por 1:4, luego logró vencer a Colombia por 1:0, y, luego, goleó por 4:1 a Emiratos Árabes Unidos obteniendo la clasificación a octavos de final.
En dicha instancia, Yugoslavia logró vencer sorpresivamente a España por 2:1 con dos goles de Dragan Stojković (uno en la prórroga), y, en cuartos, los yugoslavos perdieron ante Argentina en una dramática tanda de penaltis, tras terminar los 120 minutos empatados sin goles.

## Clasificación

### Grupo 5
|            | J | G | E | P | GF | GC | GD  | Pts |
| ---------- | - | - | - | - | -- | -- | --- | --- |
| Yugoslavia | 8 | 6 | 2 | 0 | 16 | 6  | +10 | 14  |
| Escocia    | 8 | 4 | 2 | 2 | 12 | 12 | 0   | 10  |
| Francia    | 8 | 3 | 3 | 2 | 10 | 7  | +3  | 9   |
| Noruega    | 8 | 2 | 2 | 4 | 10 | 9  | +1  | 6   |
| Chipre     | 8 | 0 | 1 | 7 | 6  | 20 | -14 | 1   |

|                       | Bandera de Chipre | Bandera de Francia | Bandera de Noruega | Bandera de Escocia | Bandera de Yugoslavia |
| --------------------- | ----------------- | ------------------ | ------------------ | ------------------ | --------------------- |
| Bandera de Chipre     | –                 | 1 – 1              | 0 – 3              | 2 – 3              | 1 – 2                 |
| Bandera de Francia    | 2 – 0             | –                  | 1 – 0              | 3 – 0              | 0 – 0                 |
| Bandera de Noruega    | 3 – 1             | 1 – 1              | –                  | 1 – 2              | 1 – 2                 |
| Bandera de Escocia    | 2 – 1             | 2 – 0              | 1 – 1              | –                  | 1 – 1                 |
| Bandera de Yugoslavia | 4 – 0             | 3 – 2              | 1 – 0              | 3 – 1              | –                     |

## Jugadores
Estos fueron los 22 jugadores convocados para el torneo:

## Participación

### Grupo D
| Equipo                 | Pts | PJ | PG | PE | PP | GF | GC | Dif |
| ---------------------- | --- | -- | -- | -- | -- | -- | -- | --- |
| Alemania Federal       | 5   | 3  | 2  | 1  | 0  | 10 | 3  | 7   |
| Yugoslavia             | 4   | 3  | 2  | 0  | 1  | 6  | 5  | 1   |
| Colombia               | 3   | 3  | 1  | 1  | 1  | 3  | 2  | 1   |
| Emiratos Árabes Unidos | 0   | 3  | 0  | 0  | 3  | 2  | 11 | -9  |

| 10 de junio de 1990, 21:00 | Alemania Federal                               | 4:1 (2:0) | Yugoslavia | Stadio Giuseppe Meazza, Milán                                           |                                                                         |
|                            | Matthäus 28', 64' · Klinsmann 39' · Völler 70' | Reporte   | Jozić 55'  | Asistencia: 75.765 espectadores Árbitro(s): Peter Mikkelsen (Dinamarca) | Asistencia: 75.765 espectadores Árbitro(s): Peter Mikkelsen (Dinamarca) |

| 14 de junio de 1990, 17:00 | Yugoslavia | 1:0 (0:0) | Colombia | Stadio Renato Dall'Ara, Bolonia                                    |                                                                    |
|                            | Jozić 75'  | Reporte   |          | Asistencia: 32.257 espectadores Árbitro(s): Luigi Agnolin (Italia) | Asistencia: 32.257 espectadores Árbitro(s): Luigi Agnolin (Italia) |

| 19 de junio de 1990, 17:00 | Yugoslavia                                 | 4:1 (2:1) | Emiratos Árabes Unidos | Stadio Renato Dall'Ara, Bolonia                                   |                                                                   |
|                            | Sušić 5' · Pančev 9', 46' · Prosinečki 90' | Reporte   | Jumaa 22'              | Asistencia: 27.833 espectadores Árbitro(s): Shizuo Takada (Japón) | Asistencia: 27.833 espectadores Árbitro(s): Shizuo Takada (Japón) |

### Octavos de final
| 26 de junio de 1990, 17:00 | Yugoslavia         | 2:1 (0:0) | España      | Stadio Marcantonio Bentegodi, Verona                                    |                                                                         |
|                            | Stojković 78', 93' | Reporte   | Salinas 84' | Asistencia: 35.500 espectadores Árbitro(s): Aron Schmidhuber (Alemania) | Asistencia: 35.500 espectadores Árbitro(s): Aron Schmidhuber (Alemania) |

### Cuartos de final
| 30 de junio de 1990, 17:00                                   | Argentina                                              | 0:0 (t. s.)(3–2 p.)        | Yugoslavia                                                | Stadio Artemio Franchi, Florencia                                      |                                                                        |
|                                                              |                                                        | Reporte                    |                                                           | Asistencia: 38.971 espectadores Árbitro(s): Kurt Röthlisberger (Suiza) | Asistencia: 38.971 espectadores Árbitro(s): Kurt Röthlisberger (Suiza) |
|                                                              |                                                        | Tiros desde el punto penal |                                                           |                                                                        |                                                                        |
|                                                              | Serrizuela · Burruchaga · Maradona · Troglio · Dezotti |                            | Stojković · Prosinečki · Savićević · Brnović · Hadžibegić |                                                                        |                                                                        |
| Fue el último partido de Yugoslavia en un mundial de fútbol. |                                                        |                            |                                                           |                                                                        |                                                                        |